# Archidiecezja Saint Paul i Minneapolis

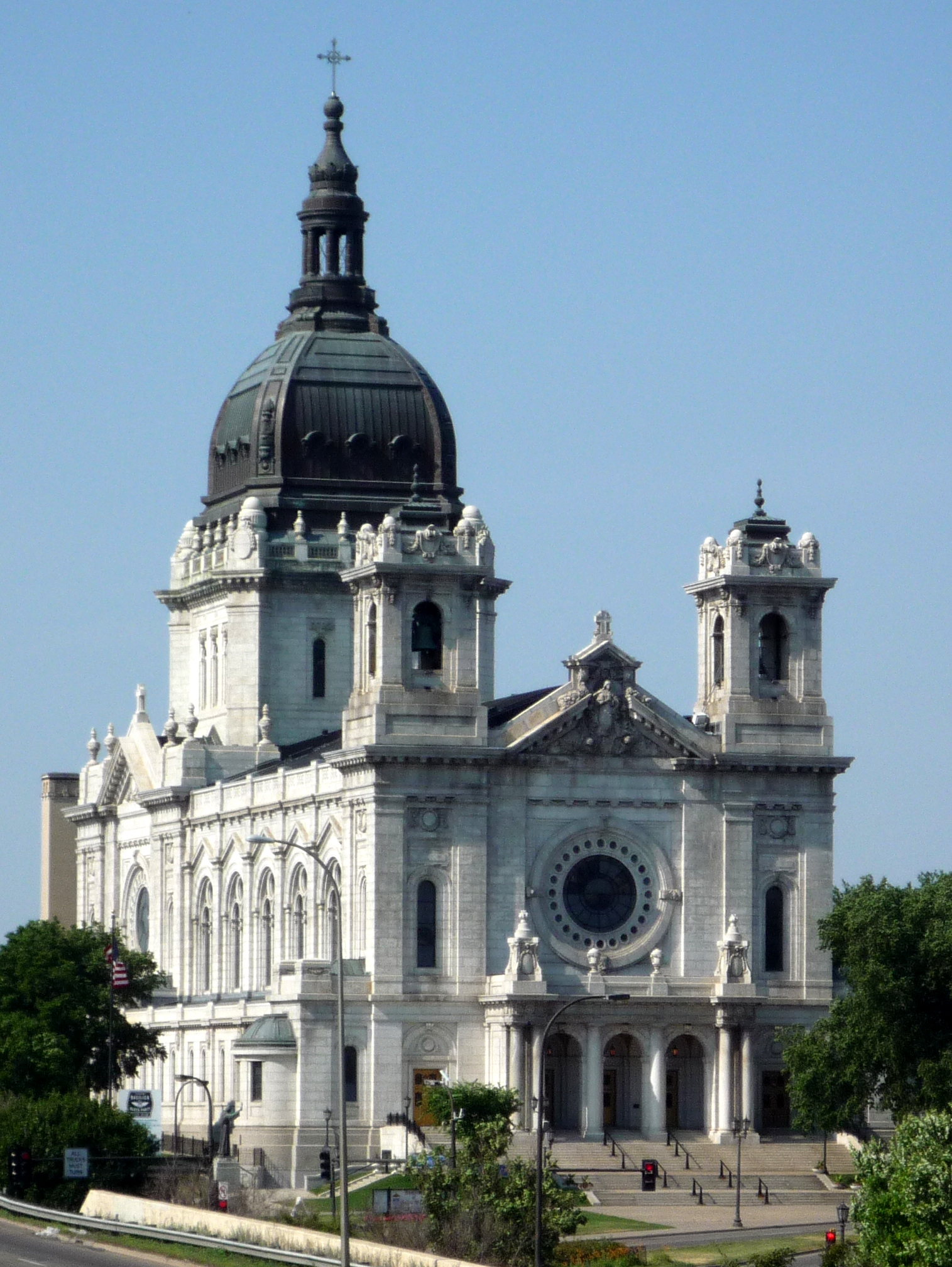
Bazylika Najświętszej Maryi Panny w Minneapolis

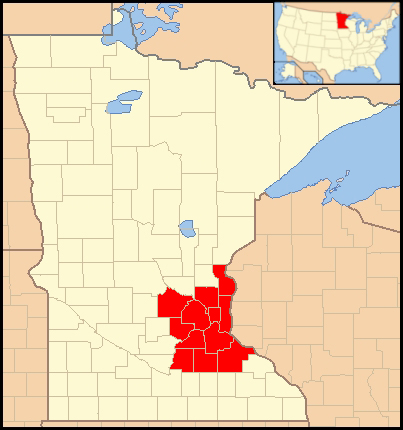
Położenie archidiecezji Saint Paul i Minneapolis

Archidiecezja Saint Paul i Minneapolis (łac. Archidiocesis Pauloplitana et Minneapolitana, ang. Archdiocese of Saint Paul and Minneapolis) – rzymskokatolicka archidiecezja metropolitalna mająca siedzibę w Saint Paul i Minneapolis, w stanie Minnesota, Stany Zjednoczone.
Katedrami metropolitalnymi są katedra św. Pawła w Saint Paul i bazylika Najświętszej Maryi Panny w Minneapolis
Archidiecezja znajduje się w regionie VIII (MN, ND, SD) i obejmuje terytorialnie 12 hrabstw w stanie Minnesota.

## Historia
w dniu 19 lipca 1850 roku, papież Pius IX erygował diecezję Saint Paul w Minnesocie.

Terytorium diecezji zostało przejęte z diecezji Dubuque i objęło Minnesota Territory, w skład którego wchodzą dziś stany Minnesota, Dakota Północna i Dakota Południowa, tworząc metropolię.
Pierwotnie diecezja została wzniesiona jako sufragania archidiecezji St. Louis. 4 maja 1888 roku papież Leon XIII podniósł diecezję do rangi archidiecezji.
11 lipca 1966 roku, papież Paweł VI ponownie zmienił nazwę na archidiecezję Saint Paul i Minneapolis.

## Sufraganie
Arcybiskup Saint Paul i Minneapolis jest również metropolitą Saint Paul i Minneapolis.
1. Diecezja Bismarck
2. Diecezja Crookston
3. Diecezja Duluth
4. Diecezja Fargo
5. Diecezja New Ulm
6. Diecezja Rapid City
7. Diecezja Saint Cloud
8. Diecezja Sioux Falls
9. Diecezja Winona

## Uczelnie
- Uniwersytet Świętego Tomasza
- Saint Paul Seminary School of Divinity

## Ordynariusze
- Joseph Crétin (1850–1857)
- Thomas Langdon Grace OP (1859–1884)
- John Ireland (1884–1918)
- Austin Dowling (1919–1930)
- John Gregory Murray (1931–1956)
- William Otterwell Brady (1956–1961)
- Leo Binz (1961–1975)
- John Robert Roach (1975–1995)
- Harry Flynn (1995–2008)
- John Nienstedt (2008–2015)
- Bernard Hebda (od 2016)

## Biskupi pomocniczy
1. John Jeremiah Lawler (1862-1948) – 1910-1916, następnie ordynariusz Rapid City (1916-1948)
2. James Joseph Byrne (1908-1996) – 1947-1956, następnie ordynariusz Boise (1956-1962) i arcybiskup Dubuque (1962-1983)
3. Leonard Philip Cowley (1913-1973) – 1957-1973, zmarł
4. Gerald Francis O'Keefe (1918-2000) – 1961-1966, następnie ordynariusz Davenport (1966-1993)
5. James Patrick Shannon (1921-2003) – 1965-1968, zrezygnował z kapłaństwa
6. Raymond Alphonse Lucker (1927-2001) – 1971-1975, następnie ordynariusz New Ulm (1975-2000)
7. John Robert Roach (1921-2003) – 1971-1975, następnie arcybiskup Saint Paul i Minneapolis (1975-1995)
8. Paul Vincent Dudley (1926-2006) – 1976-1978, następnie ordynariusz Sioux Falls (1978-1995)
9. John Kinney (1937-) – 1976-1982, następnie ordynariusz Bismarck (1982-1995) i Saint Cloud (1995-2013)
10. William Henry Bullock (1927-2011) – 1980-1987, następnie ordynariusz Des Moines (1987-1993) i Madison (1993-2003)
11. James Richard Ham (1921-2002) – 1980-1990, wcześniej biskup pomocniczy Gwatemali (1967-1979)
12. Robert Carlson (1944-) – 1983-1994, następnie ordynariusz Sioux Falls (1995-2004), Saginaw (2004-2009) i arcybiskup Saint Louis (2009-)
13. Joseph Charron (1939-) – 1989-1993, następnie ordynariusz Des Moines (1993-2007)
14. Lawrence Harold Welsh (1935-1999) – 1991-1999, wcześniej ordynariusz Spokane (1978-1990)
15. Frederick Campbell (1943-) – 1999-2004, następnie ordynariusz Columbus (2004-)
16. Richard Pates (1943-) – 2000-2008, następnie ordynariusz Des Moines (2008-)
17. Lee Piché (1958-) – 2009-2015
18. Andrew Cozzens (1968-) – 2013-2021, następnie ordynariusz Crookston
19. Joseph Williams (1974-) – 2022-2024 następnie koadiutor Camden
20. Michael Izen (1967-) – od 2023
21. Kevin Kenney (nominat)

## Parafie
Parafie archidiecezji Saint Paul i Minneapolis opisane na Wikipedii:
- Parafia Świętego Krzyża w Minneapolis